# Nordica (entreprise)
Pour les articles homonymes, voir Nordica.
Nordica est une entreprise italienne de fabrication de matériels de sports d'hiver, filiale depuis 2003 de Tecnica group (auquel appartiennent également les marques Blizzard et Moon Boot), fondée en 1935 et basée à Trévise en Vénétie. Il s'agit de l'une des plus grosses entreprises du monde dans le secteur de l'équipement sportif concernant les sports d'hiver.